# Tikaré (departamento)
Tikaré é um departamento ou comuna da província de Bam no Burkina Faso. A sua capital é a cidade de Tikaré.
Em 1 de julho de 2018 tinha uma população estimada em 49146 habitantes.